# Разделена любов
Разделена любов (на испански: Amor dividido) е мексиканска теленовела, режисирана от Серхио Катаньо и Луис Едуардо Рейес и продуцирана от Анджели Несма Медина за ТелевисаУнивисион през 2022 г. Версията, разработена от Хуан Карлос Алкала в сътрудничество с Фермин Сунига и Роса Саласар Аренас, е базирана на колумбийската теленовела Allá te espero, създадена от Адриана Суарес и Хавиер Хиралдо.
В главните роли са Ева Седеньо, Габриел Сото и Андрес Паласиос, а в отрицателните – Ирина Баева и Артуро Пениче.

## Сюжет
Абрил и Макс са двама души, които нямат нищо общо. За Абрил семейството е нейният приоритет, докато за Макс най-важното е да бъде успешен в корпоративния свят. Тя обича да работи на полето и да живее в родния си град. Той, въпреки че е наполовина мексиканец, напълно е забравил корените си и е щастлив да живее в чежда държава. По различни причини и двамата са принудени да живеят в град Мексико и животът им започва да се променя радикално, докато не се обединят в разгара на самотата и разочарованието, причинени от изоставянето на партньорите им. Дебра, съпругата на Макс, решава да скрие бременността си и да прибегне до аборт, без да се посъветва със съпруга си, който винаги е имал силното желание да стане баща. Това разрушава брака им, а с нежеланието на Дебра да се адаптира към страната, от която родителите ѝ са емигрирали преди години, води до развод. Бруно, съпругът на Абрил, я напуска, защото мечтата му е да живее в Съединените щати и да печели долари, за да напредва, по примера на снаха си Хулия, която преди година решава да премине границата по същите причини, оставяйки двете си деца, Лусеро и Франсиско, да отговарят за Абрил, нейната сестра, и главно Сиело, тяхната майка.
Макс пристига в Мексико, за да стане главен изпълнителен директор на „GoodFit“, а Абрил получава възможността да бъде негов личен асистент, с едно условие: тя трябва да е сама и без деца, за да бъде на разположение по всяко време. Заради финансовата си нужда Абрил прави грешката да скрие факта, че има син - Уго. В Сан Антонио Бруно изживява кошмар като нелегален имигрант. Веднага щом има възможност, той става дясната ръка на Минерва, опасна жена, която е ръководител на група за контрабанда на имигранти. Благодарение на този бизнес Бруно забогатява и успява да постигне това, за което е мечтал - да има всичко. След известно време той убеждава Абрил да пътува със сина им и да започнат нов живот в Съединените щати. От съображения те пътуват с различни полети. Уго пристига в Сан Антонио, докато Абрил е депортирана заради Минерва, която съобщава на властите, че Абрил е преминала нелегално границата, тъй като тя не иска Абрил да развали плановете ѝ да бъде с Бруно. Без надежда да се върне в Съединените щати, Абрил моли Бруно да се върне в Мексико с Уго, но той вече не желае да води скромния живот, който е имал преди.
Абрил се заклева да направи всичко възможно, за да върне сина си. Когато Макс признава, че я обича и я моли да се омъжи за него, Абрил приема, защото тя също се е влюбила в него. Това, което най-много мотивира Абрил да приеме брака, е да си върне сина си, тъй като като се омъжи за американец, тя може да влезе в Съединените щати, за да спаси сина си, който е тъжен заради малтретирането на Минерва, любовницата на Бруно. Абрил и Макс се женят, но щастието ѝ е в опасност, докато крие от Макс, че има син, а това може да предизвика презрението на му.

## Актьори
- Ева Седеньо – Абрил Морено Санчес
- Габриел Сото – Макс Стюарт Доар
- Артуро Пениче – Алехо Нуниес Спиндола
- Ирина Баева – Дебра Пуиг Алатристе
- Андрес Паласиос – Бруно Гарсия Солис
- Еухения Каудуро – Сиело Санчес Роблес
- Елса Ортис – Хулия Морено
- Педро Сикард – Филип Карпентиер
- Хосе Елиас Морено – Доминго Морено
- Рамиро Фумасони – Фабрисио Сепеда
- Федерико Айос – Габриел Нуниес
- Лаура Вигнати – Хоана Фолия
- Марко Мендес – Валенте Товар
- Лисардо – Лоренсо Инигес
- Джесика Мас – Минерва Ортис
- Ламбда Гарсия – Данило Медина Санчес
- Патрисио де ла Гарса – Франсиско Товар
- Икер Гарсия – Уго Гарсия
- Хорхе Гайегос – Осмар Гомес
- Фабиан Роблес – Кевин Ернандес
- Паулина Руис – Лусеро Товар
- Рикардо Франко – Рамиро Салседо
- Лихия Уриарте – Соня Ескобар

## Премиера
Премиерата на Разделена любов е на 17 януари 2022 г. по „Лас Естреяс“. Последният 107 епизод е излъчен на 12 юни 2022 г.

## Прием
| Година | Излъчване                    | Брой епизоди | Премиера       | Премиера         | Финал       | Финал            |
| Година | Излъчване                    | Брой епизоди | Дата           | Зрители (в млн.) | Дата        | Зрители (в млн.) |
| ------ | ---------------------------- | ------------ | -------------- | ---------------- | ----------- | ---------------- |
| 2022   | понеделник-петък 18:30-19:30 | —            | 17 януари 2022 | 3,1              | 12 юни 2022 | 2,5              |

## Продукция
Теленовелата e представена на 15 октомври 2020 г. по време на Up-front на Телевиса за телевизионния сезон 2020-21 под временното заглавие Ще те чакам там (на испански: Allá te espero). Записите на теленовелата в локация започват на 4 октомври 2021 г. в Сакатлан, Пуебла, като са потвърдени 102 епизода за производство. Официалните записи започват в град Мексико на 1 ноември 2021 г., като е потвърден целият актьорски състав, докато записите в студио започват на 4 ноември същата година във форум 11 на Телевиса Сан Анхел. На 8 ноември 2021 г. е потвърдено официалното заглавие на теленовелата - Разделена любов (на испански: Amor dividido).

## Версии
- Allá te espero (оригинална история), продуцирана от RCN Televisión през 2013 г., с участието на Моника Гомес и Келер Уортам.